# 23.ᵉʳ distrito congresional de Texas
El 23.ᵉʳ distrito congresional es un distrito congresional que elige a un Representante para la Cámara de Representantes de los Estados Unidos por el estado de Texas.  Según la Oficina del Censo, en 2011 el distrito tenía una población de 833 014 habitantes. Actualmente el distrito está representado por el Demócrata Pete Gallego.

## Geografía
El 23.ᵉʳ distrito congresional se encuentra ubicado en las coordenadas 30°23′21″N 102°19′36″O / 30.38917, -102.32667.

## Demografía
Según la Oficina del Censo de los Estados Unidos, en 2011 había 833 014 personas residiendo en el 23.ᵉʳ distrito congresional. De los 833 014 habitantes, el distrito estaba compuesto por 675 182 (81,1 %) blancos; de esos, 657 686 (79 %) eran blancos no latinos o hispanos. Además 26 398 (3.2 %) eran afroamericanos o negros, 7409 (0.9 %) eran nativos de Alaska o amerindios, 16 333 (2 %) eran asiáticos, 465 (0,1 %) eran nativos de Hawái o isleños del Pacífico, 104 556 (12,6 %) eran de otras razas y 20 167 (2,4 %) pertenecían a dos o más razas. Del total de la población 553 750 (66,5 %) eran hispanos o latinos de cualquier raza; 504 584 (60.6 %) eran de ascendencia mexicana, 6020 (0.7 %) puertorriqueña y 896 (0.1 %) cubana. Además del inglés, 5651 (49.7 %) personas mayores a cinco años hablaban español perfectamente.
El número total de hogares en el distrito era de 266 821, y el 74,6 % eran familias en la cual el 37,3 tenían menores de 18 años viviendo con ellos. De todas las familias viviendo en el distrito, solamente el 54,7 % eran matrimonios. Del total de hogares en el distrito, el 4,2 eran parejas que no estaban casadas, mientras que el 0,3 % eran parejas del mismo sexo. El promedio de personas por hogar era de 3,06. 
En 2011 los ingresos medios por hogar en el distrito congresional eran de 48 788 $, y los ingresos medios por familia eran de 74 347 $. Los hogares que no formaban una familia tenían unos ingresos de 70 807 $. El salario promedio de tiempo completo para los hombres era de 40 399 $ frente a los 32 664 $ para las mujeres. La renta per cápita para el distrito era de 22 335 $. Alrededor del 14.4 % de la población estaban por debajo del umbral de pobreza.